# Hans Esperto

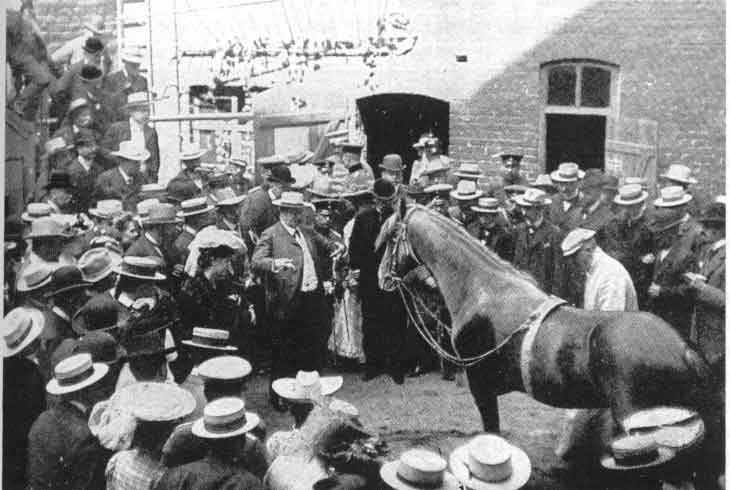
Hans se apresentando em 1904

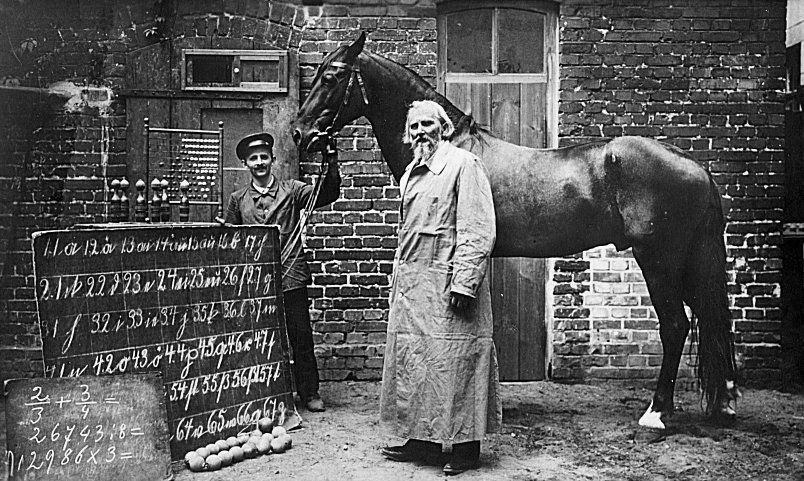
Wilhelm von Osten e Hans

Hans Esperto (em alemão:, der Kluge Hans) foi um cavalo que teria sido aparentemente treinado para desempenhar tarefas de aritmética e outras tarefas intelectuais pelo seu "professor", o alemão "von Osten". O filósofo e psicólogo Carl Stumpf formou um painel de 13 proeminente cientistas, conhecido como a Comissão Hans, para averiguar as reivindicações de que o Hans Esperto podia contar. A comissão passou depois a avaliação para o psicólogo Oskar Pfungst. Pfungst demonstrou que, na verdade, o cavalo respondia à linguagem corporal do seu treinador; os seus resultados foram publicados em 1907.
Este efeito é um perigo recorrente nos estudos sobre a cognição animal e, em honra ao estudo de Pfungst, é conhecido desde então como o efeito do Hans esperto.